# Canabrava do Norte
Canabrava do Norte is een gemeente in de Braziliaanse deelstaat Mato Grosso. De gemeente telt 5.563 inwoners (schatting 2009).